# Ndoffane
Ndoffane ist eine Stadt im Département Kaolack der Region Kaolack, gelegen im zentralen Senegal. Wenn auch im Internet die Schreibweise des Namens mit einfachem F vielfach zu finden ist, so scheint doch am Ort selbst die Schreibweise mit verdoppeltem F den Vorzug zu genießen, wie auch ein Schild am Straßenrand vor dem Ortseingang zeigt.

## Geographische Lage
Ndoffane liegt südlich des Saloum im Süden des Départements Kaolack auf halbem Weg zwischen den Départementspräfekturen Kaolack und Nioro du Rip und damit mitten im Erdnussbecken des Senegal.
Ndoffane liegt 185 Kilometer südöstlich von Dakar und 29 Kilometer südöstlich von Kaolack.

## Geschichte
Die Entwicklung des Dorfes Ndoffane erhielt 1932 einen Entwicklungsschub mit der Ansiedlung libanesischer Familien, die hier einen wichtigen Stützpunkt für den Zwischenhandel mit Erdnüssen aufbauten.
Das Dorf Ndoffane wurde 1974 Hauptort einer Communauté rurale und erlangte 1996 den Status einer Commune (Stadt).

## Bevölkerung
Nach den letzten Volkszählungen hat sich die Einwohnerzahl der Stadt wie folgt entwickelt:
| Jahr | Einwohner |
| ---- | --------- |
| 1988 | 6.793     |
| 2002 | 9.476     |
| 2013 | 12.898    |

## Verkehr
Ndoffane ist eine erste Etappe auf der als Transgambienne bekannten Nationalstraße N 4, die in Kaolack von der N 1 nach Südosten abzweigt, zunächst den Saloum überquert, dann über Ndoffane und Nioro zur gambischen Transitstrecke des Trans-Gambia Highway führt, und in der südsenegalesischen Casamance Richtung auf die Stadt Ziguinchor nimmt.
Über die N4 ist Ndoffane mit dem 30 km entfernt gelegenen Flugplatz Kaolack und mit dem nationalen Luftverkehrsnetz verbunden.